# Ritzenjoch
Das Ritzenjoch oder Fuorcla Larein ist ein 2686 m ü. M. (2687 m ü. A.) hoher Bergsattel in der Silvretta auf der Grenze zwischen dem österreichischen Land Tirol im Westen und dem  Schweizer Kanton Graubünden im Osten.
Auf der Dufourkarte als Rizzen Pass bezeichnet.
Es führt ein Wanderweg vom Lareintal hinüber ins Fimbatal mit der Heidelberger Hütte.

## Bilder

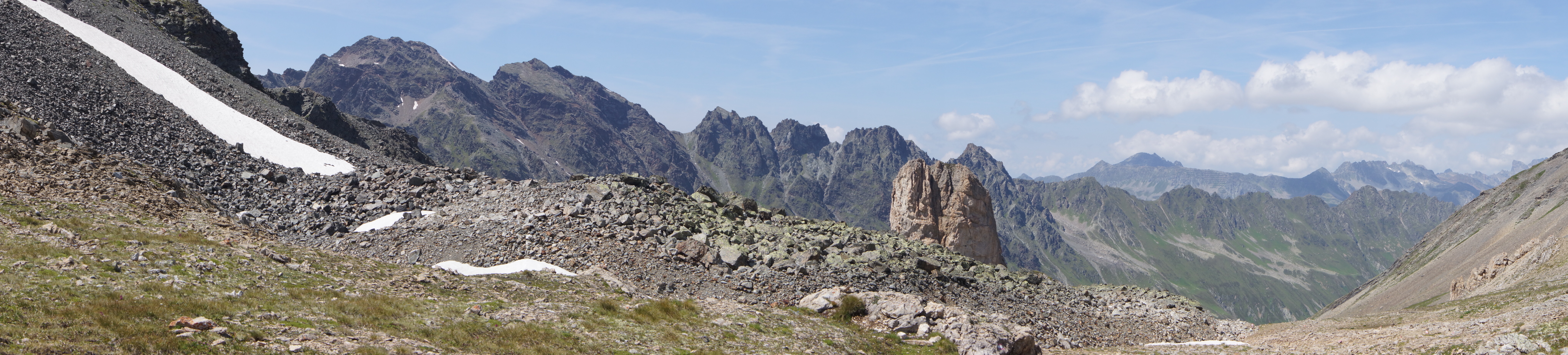
Blick vom Ritzenjoch nach SW bis NW ins Lareintal, im Hintergrund rechts Verwall
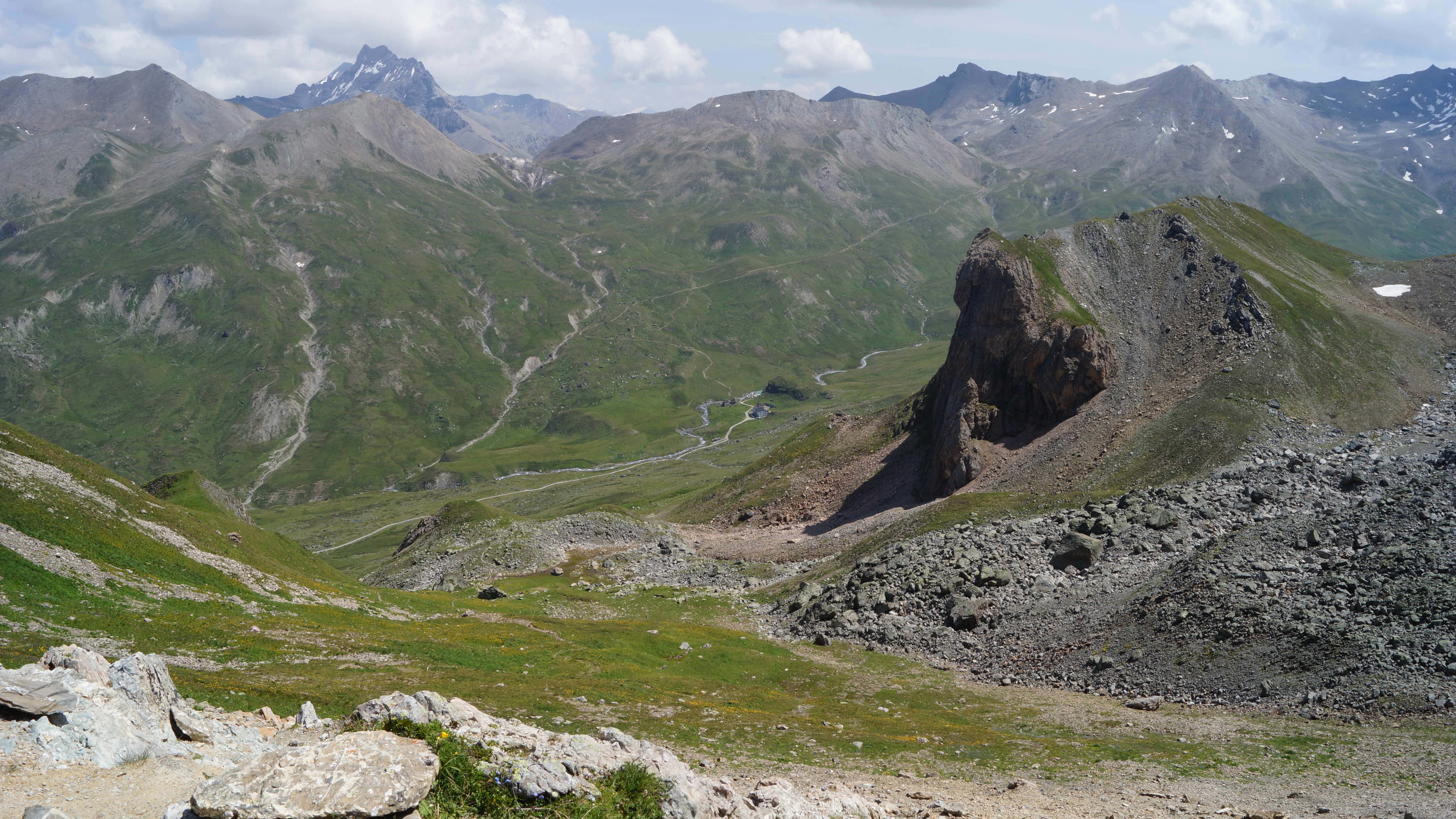
Blick vom Ritzenjoch zur Heidelberger Hütte (Mitte) und zur Samnaungruppe mit dem Fimberpass

## Belege
- Lage & Höhe auf geo.admin.ch
- Lage & Höhe auf «Austrian Map»